# لی شیائولو
لی شیائولو (انگلیسی: Li Xiaolu؛ زادهٔ ۳۰ سپتامبر ۱۹۸۲) خواننده، و بازیگر اهل چین است. وی از سال ۱۹۸۴ میلادی تاکنون مشغول فعالیت بوده است.
از فیلم‌ها یا برنامه‌های تلویزیونی که وی در آن نقش داشته است می‌توان به فشار، رنگینکمان اشاره کرد.